# I Still Have Faith in You
«I Still Have Faith in You» es la primera canción del noveno álbum Voyage, del grupo musical sueco, ABBA. Fue estrenado el 2 de septiembre de 2021, como un sencillo A-side & B-side junto a «Don't Shut Me Down», ambas canciones parte del álbum, Voyage y su reaparición después de 40 años de inactividad. Siendo Anni-Frid Lyngstad la vocalista de la canción. 
La canción ha sido descrita como «Una oda a su amistad y a los lazos que han madurado y sobrevivido a pesar del divorcio y la angustia». También fue descrita como una power ballad, una "balada majestuosa y épica" y "una afectuosa balada de piano que retrata el vínculo que comparten los cuatro miembros de la banda" La canción recibió una nominación en la categoría grabación del año en los Premios Grammy de 2022.

## Contexto
En 2018, sería anunciado que la canción ha sido grabada en junio de 2017 como una de sus 2 nuevas canciones.

## Video musical
El video musical contiene varias piezas de grabaciones antiguas de los tours de 1977 y 1979 de la banda, partes de otros videos musicales, y videos de reuniones y saludos por parte del grupo. También hace aparición los ABBAtars - avatares de los 4 miembros del grupo con la apariencia de cada miembro en los años 1970.
El video musical conseguiría más de 4.4 millones de visitas en las primeras 24 horas de haberse lanzado el video al aire, posicionándolo en el top 3 de las listas de tendencias de YouTube en 12 países, incluyendo el Reino Unido.

## Crítica
Mark Savage de BBC elogió la canción, escribiendo: «Lenta, majestuosa, llega a un clímax astronómico, lleno de acordes poderosos y armonías deslumbrantes».
Helen Brown de The Independent afirmaría que: «Que esto fuera precisamente lo que conmovería a los fans»
Kate Mossman de New Statesman sintió que el estribillo tiene el espectro de The Winner Takes It All y que sus «partes más bonitas» se adentran en los registros bajos, lo que, según señaló, es inusual en la música contemporánea. En el contexto del álbum, Stephan Rehm Rozanes, de Musikexpress, opinó que el tema representaba el «momento más emotivo y valiente» de Voyage.

## Clasificación
| Lista (2021)                        | Posición | Referencia |
| ----------------------------------- | -------- | ---------- |
| Alemania (GfK)                      | 3        | [ 12 ]     |
| Australia (ARIA)                    | 39       | [ 13 ]     |
| Austria (Ö3 Austria Top 40)         | 19       | [ 14 ]     |
| Bélgica (Ultratop)                  | 24       | [ 15 ]     |
| Billboard Global 200 (Billboard)    | 62       | [ 16 ]     |
| Croacia (HRT)                       | 17       | [ 17 ]     |
| Dinamarca (Hitlisten)               | 17       | [ 18 ]     |
| Euro Digital Song Sales (Billboard) | 2        | [ 19 ]     |
| Finlandia (Suomen virallinen lista) | 7        | [ 20 ]     |
| Hungría (Mahasz)                    | 11       | [ 21 ]     |
| Islandia (Plötutíðindi)             | 38       | [ 22 ]     |
| Irlanda (IRMA)                      | 18       | [ 23 ]     |
| Países Bajos (Dutch Single Top 100) | 21       | [ 24 ]     |
| Reino Unido (OCC)                   | 14       | [ 25 ]     |
| Nueva Zelanda (RMNZ)                | 6        | [ 26 ]     |
| Noruega (VG-lista)                  | 13       | [ 27 ]     |
| Suecia (Sverigetopplistan)          | 2        | [ 28 ]     |
| Suiza (Schweizer Hitparade)         | 6        | [ 29 ]     |